# أنتوني جونسون (مغني)
أنتوني جونسون (بالإنجليزية: Anthony Johnson)‏ هو مغني جامايكي، ولد في 25 ديسمبر 1957.

## وصلات خارجية
- أنتوني جونسون على موقع ميوزك برينز (الإنجليزية)
- أنتوني جونسون على موقع ديسكوغز (الإنجليزية)